# Haris Tabaković
Haris Tabaković (* 20. června 1994) je bosenský profesionální fotbalista, který hraje na pozici útočníka za německý klub Borussia Mönchengladbach, kde je na hostování z TSG 1899 Hoffenheim. Narodil se ve Švýcarsku, ale hraje za národní tým Bosny a Hercegoviny.

## Klubová kariéra

### Počátky kariéry
Tabaković prošel mládežnickou akademií Young Boys. Svůj profesionální debut si odbyl 7. října 2012 proti Luzernu ve věku 18 let. Dne 14. září 2013 vstřelil svůj první profesionální gól při triumfu nad Young Fellows Juventus.
V lednu 2014 byl poslán na 18měsíční hostování do FC Wil.
V lednu 2016 se připojil k Grasshoppers.
V srpnu 2017 podepsal Tabaković smlouvu s maďarským klubem Debrecín.
V červnu 2019 přestoupil do Diósgyőru.
V září 2020 se připojil k rakouskému klubu Austria Lustenau. Svůj první kariérní hattrick dal 23. května 2021 proti Lafnitzu.
V březnu 2022 přestoupil do Austrie Vídeň.

### Hertha
V srpnu 2023 podepsal Tabaković tříletou smlouvu s německým klubem Hertha BSC. Svůj oficiální debut za tým absolvoval 4. srpna proti Wehen Wiesbaden. Dne 12. srpna vstřelil svůj první gól za Herthu v zápase DFB-Pokalu proti Carl Zeiss Jena. O dva týdny později vstřelil dva góly při výhře nad Greuther Fürth, což byly jeho první ligové góly za tým.
Tabaković vstřelil svůj první hattrick za klub 17. září při vítězství nad Eintrachtem Braunschweig.
S 22 góly zakončil sezonu 2023/24 jako nejlepší střelec 2. Bundesligy.

### Hoffenheim
V srpnu 2024 Tabaković přestoupil do TSG 1899 Hoffenheim za nezveřejněnou částku. Svůj soutěžní debut za tým si odbyl 31. srpna proti Eintrachtu Frankfurt. Dne 19. října vstřelil svůj první gól za Hoffenheim při vítězství nad VfL Bochum.
V červenci 2025 odešel na hostování do Borussie Mönchengladbach až do konce sezóny.

## Reprezentační kariéra
Navzdory tomu, že reprezentoval Švýcarsko na různých mládežnických úrovních, se Tabaković rozhodl na seniorské úrovni hrát za Bosnu a Hercegovinu.
V listopadu 2023 byla jeho žádost o změnu sportovního občanství ze švýcarského na bosenské schválena FIFA. Dříve v tomto měsíci obdržel své první povolání do seniorské reprezentace na kvalifikační zápasy na Mistrovství Evropy ve fotbale 2024 proti Lucembursku a Slovensku. Debutoval proti prvnímu jmenovanému 16. listopadu.

## Osobní život
Tabaković se oženil se svou dlouholetou přítelkyní Sabrinou v červnu 2024.
Je praktikující muslim; společně s reprezentačními spoluhráči Ermedinem Demirovićem, Jusufem Gazibegovićem, Nihadem Mujakićem, Harisem Hajradinovićem, Dženisem Burnićem, Seadem Kolašinacem, Enverem Kulašinem, Nailem Omerovićem, Benjaminem Tahirovićem, Osmanem Hadžikićem a Erminem Bičakčićem navštívil mešitu v Ilidži během soustředění národního týmu.

## Statistiky

### Klubové
Platí k zápasu hranému 9. května 2025.
| Klub                                 | Sezóna            | Liga                   | Liga   | Liga | Národní pohár | Národní pohár | Kontinentální | Kontinentální | Ostatní | Ostatní | Celkově | Celkově |
| Klub                                 | Sezóna            | Soutěž                 | Zápasy | Góly | Zápasy        | Góly          | Zápasy        | Góly          | Zápasy  | Góly    | Zápasy  | Góly    |
| ------------------------------------ | ----------------- | ---------------------- | ------ | ---- | ------------- | ------------- | ------------- | ------------- | ------- | ------- | ------- | ------- |
| Young Boys                           | 2012/13           | Švýcarská Super League | 7      | 0    | 1             | 0             | 0             | 0             | –       | –       | 8       | 0       |
| Young Boys                           | 2013/14           | Švýcarská Super League | 4      | 0    | 1             | 1             | –             | –             | –       | –       | 5       | 1       |
| Young Boys                           | 2015/16           | Švýcarská Super League | 11     | 1    | 2             | 0             | 1             | 0             | –       | –       | 14      | 1       |
| Young Boys                           | Celkově           | Celkově                | 22     | 1    | 4             | 1             | 1             | 0             | –       | –       | 27      | 2       |
| Wil (hostování)                      | 2013/14           | Challenge League       | 14     | 8    | –             | –             | –             | –             | –       | –       | 14      | 8       |
| Wil (hostování)                      | 2014/15           | Challenge League       | 10     | 3    | 1             | 2             | –             | –             | –       | –       | 11      | 5       |
| Wil (hostování)                      | Celkově           | Celkově                | 24     | 11   | 1             | 2             | –             | –             | –       | –       | 25      | 13      |
| Grasshoppers                         | 2015/16           | Švýcarská Super League | 15     | 1    | –             | –             | –             | –             | –       | –       | 15      | 1       |
| Grasshoppers                         | 2016/17           | Švýcarská Super League | 19     | 1    | 3             | 1             | 4             | 1             | –       | –       | 26      | 3       |
| Grasshoppers                         | Celkově           | Celkově                | 34     | 2    | 3             | 1             | 4             | 1             | –       | –       | 41      | 4       |
| Debrecín                             | 2017/18           | Nemzeti Bajnokság I    | 20     | 12   | 5             | 1             | –             | –             | –       | –       | 25      | 13      |
| Diósgyőr                             | 2019/20           | Nemzeti Bajnokság I    | 20     | 2    | 1             | 0             | –             | –             | –       | –       | 21      | 2       |
| Austria Lustenau                     | 2020/21           | 2. Liga                | 23     | 18   | –             | –             | –             | –             | –       | –       | 23      | 18      |
| Austria Lustenau                     | 2021/22           | 2. Liga                | 23     | 27   | 2             | 1             | –             | –             | –       | –       | 25      | 28      |
| Austria Lustenau                     | Celkově           | Celkově                | 46     | 45   | 2             | 1             | –             | –             | –       | –       | 48      | 46      |
| Austria Vídeň                        | 2022/23           | Rakouská Bundesliga    | 28     | 17   | 2             | 1             | 7             | 0             | 2       | 1       | 39      | 19      |
| Austria Vídeň                        | 2023/24           | Rakouská Bundesliga    | 1      | 0    | 1             | 1             | 1             | 1             | –       | –       | 3       | 2       |
| Austria Vídeň                        | Celkově           | Celkově                | 29     | 17   | 3             | 2             | 8             | 1             | 2       | 1       | 42      | 21      |
| Hertha BSC                           | 2023/24           | 2. Bundesliga          | 32     | 22   | 4             | 3             | –             | –             | –       | –       | 36      | 25      |
| Hertha BSC                           | 2024/25           | 2. Bundesliga          | 2      | 0    | 1             | 0             | –             | –             | –       | –       | 3       | 0       |
| Hertha BSC                           | Celkově           | Celkově                | 34     | 22   | 5             | 3             | –             | –             | –       | –       | 39      | 25      |
| TSG Hoffenheim                       | 2024/25           | Bundesliga             | 22     | 3    | 2             | 1             | 5             | 0             | –       | –       | 29      | 4       |
| Borussia Mönchengladbach (hostování) | 2025/26           | Bundesliga             | 0      | 0    | 0             | 0             | –             | –             | –       | –       | 0       | 0       |
| Celkově v kariéře                    | Celkově v kariéře | Celkově v kariéře      | 251    | 115  | 26            | 12            | 18            | 2             | 2       | 1       | 297     | 130     |

### Reprezentační
Platí k zápasu hranému 14. října 2024.
| Národní tým         | Rok     | Zápasy | Góly |
| ------------------- | ------- | ------ | ---- |
| Bosna a Hercegovina | 2023    | 1      | 0    |
| Bosna a Hercegovina | 2024    | 4      | 0    |
| Celkově             | Celkově | 5      | 0    |

## Úspěchy
Austria Lustenau
- 2. Liga: 2021/22

Individuální
- Nejlepší střelec 2. Ligy: 2021/22
- Nejlepší střelec 2. Bundesligy: 2023/24